# NGC 520
NGC 520 (również PGC 5193, UGC 966 lub Arp 157) – galaktyka spiralna (Sa/P), znajdująca się w gwiazdozbiorze Ryb w odległości około 100 milionów lat świetlnych. Została odkryta 13 grudnia 1784 roku przez Williama Herschela. Galaktyka ta ma około 100 tys. lat świetlnych średnicy.
Galaktyka NGC 520 powstała w wyniku zderzenia dwóch dużych galaktyk spiralnych, które rozpoczęło się 300 milionów lat temu. Dyski galaktyk macierzystych uległy już połączeniu, lecz jądra jeszcze nie. Jest to jedna z najjaśniejszych par zderzających się galaktyk widocznych na ziemskim niebie, można ją obserwować przy użyciu małego teleskopu.